# Promachus superfluus
Promachus superfluus är en tvåvingeart som beskrevs av H. Oldroyd 1972. Promachus superfluus ingår i släktet Promachus och familjen rovflugor. Inga underarter finns listade i Catalogue of Life.